# Leerübertragung
Als Leerübertragung bezeichnet man in den Rechtswissenschaften den Verkauf oder die Lizenzierung einer immaterialgüterrechtlichen Rechtsposition, die sich später als nicht existent herausstellt, weil die Schutzvoraussetzungen materiell nie erfüllt waren.

## Beispiel
Der immaterialgüterrechtliche Schutz ist mitunter von Bedingungen abhängig, deren Erfüllung sich vor Abschluss eines Lizenzvertrags nicht mit Bestimmtheit feststellen lässt. Ein Beispiel ist der urheberrechtliche Werkschutz: Er wird – völlig unabhängig vom Willen des Urhebers – unter bestimmten gesetzlichen Voraussetzungen, insbesondere dem Erreichen der so genannten Schöpfungshöhe gewährt. Ob an einem Erzeugnis ein urheberrechtlicher Schutz entsteht, entscheidet sich also nicht durch Parteidisposition, sondern durch den (Real)akt des Schöpfungvorgangs selbst.
Will nun etwa der Möbelproduzent M ein vom Urheber U entworfenes Möbelstück fertigen und an seine Kunden vertreiben, so besteht für beide Parteien eine gewisse Unsicherheit über den Urheberrechtsschutz des Möbelstücks. Geht M davon aus, dass das Möbelstück urheberrechtlichem Schutz unterliegt, wird er versuchen, sich von U die für seine beabsichtigte Verwertung erforderlichen Nutzungsrechte einräumen zu lassen. In einem Lizenzvertrag legen M und U sodann fest, welche Nutzungshandlungen dem M erlaubt und welche Vergütung er im Gegenzug an U zu entrichten hat. Da sich der urheberrechtliche Schutz des Möbelstücks aber nicht nach dem Parteiwillen richtet, besteht die Möglichkeit, dass das Möbelstück – anders als von M angenommen – in Wahrheit gar nicht geschützt ist. U hätte dann in Wahrheit also auch gar keine Nutzungsrechte einräumen können. Im Beispielfall kann die Erkenntnis der Schutzunfähigkeit etwa am Ende eines nach jahrelanger Nutzung entschiedenen Gerichtsverfahrens stehen. Einen solchen Fall der Lizenzerteilung bezeichnet man als Leerübertragung: Im Lizenzvertrag werden tatsächlich keine Rechte eingeräumt, weil solche Rechte tatsächlich gar nicht bestehen – das scheinbar eingeräumte Rechteportefeuille stellt sich also als tatsächlich „leer“ heraus.

## Rechtslage in Deutschland

### Erscheinungsformen
Im Patentrecht kann sich eine Leerübertragung daraus ergeben, dass ein Patentinhaber eine Patentlizenz an einen Dritten vergibt, das erteilte Patent danach jedoch durch Widerruf auf Einspruch (§ 21 PatG) oder durch Nichtigerklärung (§ 22 PatG) erlischt. In beiden Fällen gelten die Wirkungen des Patents und seiner Anmeldung ab Eintritt der Rechtskraft des Widerrufsbeschlusses bzw. Nichtigkeitsurteils als von Anfang an (ex tunc) nicht eingetreten, das heißt, sie entfallen rückwirkend und mit Wirkung gegen jedermann. Bei einem nur ex nunc wirkenden Erlöschen des Patents (etwa infolge Verzichts oder nicht rechtzeitiger Zahlung der Jahresgebühr) würde man demgegenüber nicht von einer Leerübertragung sprechen, weil das Recht in diesen Fällen sehr wohl originär bestanden hat. In Patentlizenzverträgen werden zur Verringerung der Erlöschungsgefahr oftmals Nichtangriffsabreden getroffen, die es zumindest dem Lizenznehmer verbieten, das Patent durch Nichtigkeitsklage anzugreifen. Derartige Vereinbarungen sind jedoch oftmals kartellrechtlich problematisch und werden bei Kauf- und Lizenzverträgen regelmäßig als unzulässig und unwirksam zu werten sein.
Wird eine Markeneintragung infolge Nichtigkeit, also aufgrund absoluter oder relativer Schutzhindernisse (§§ 50 Abs. 1, 51 Abs. 1 MarkenG), gelöscht, so kommt dieser Löschung Rückwirkung zu (§ 52 Abs. 2 MarkenG); die konstitutiven Wirkungen der Markeneintragung gelten als von Anfang an nicht eingetreten. Dadurch kann auch im Markenrecht eine Leerübertragung zustande kommen. Keine Ex-tunc-, sondern grundsätzlich lediglich Ex-nunc-Wirkung entfaltet hingegen die Löschung der Marke wegen Verfalls (§ 52 Abs. 1 MarkenG) – hier fehlt es entsprechend an der originären Schutzlosigkeit.
Ein urheberrechtlicher Lizenzvertrag kann sich als Einräumung eines bloßen Schein(nutzungs)rechts herausstellen, wenn sich der Gegenstand als nicht urheberrechtlich schutzfähig erweist. Anders als bei den Registerrechten bedarf es im Urheberrecht als materiellem Schutzrecht keiner Regelung zur Rückwirkung; es versteht sich nach deutschem Recht aus der Natur des Urheberrechts, dass die Schutzanforderungen nicht erst ab einem bestimmten Zeitpunkt „wegfallen“ können. Ähnlich stellt sich die Sachlage grundsätzlich auch im Bereich der verwandten Schutzrechte dar; selbst dort, wo der Schutz wie im Fall von Datenbanken (§§ 81a ff. UrhG) sui generis gewährt wird, handelt es sich dem Wesen nach um unbestimmte Rechtsbegriffe, sodass der leistungsschutzrechtliche Schutzstatus hier gleichfalls in vielen Fällen nicht gänzlich klar sein wird.

### Rechtsfolgen

#### Allgemein
Bereits vor der Schuldrechtsmodernisierung (2002) beurteilte der Bundesgerichtshof – wie auch schon das Reichsgericht – Lizenzverträge, deren zugrunde liegende Rechtsposition nachträglich ex tunc wegfällt, nicht als nichtig gemäß § 306 BGB a.F. Da ein Lizenzvertrag ein „gewagtes Geschäft“ sei, treffe den Lizenzgeber eine Haftung für den zukünftigen Bestand des Schutzrechts im Zweifel nicht; schließlich könne nur in sehr wenigen Fällen mit Sicherheit von der Existenz der Rechtsposition ausgegangen werden. Die diesbezügliche Rechtsprechung wurde neben dem Patentrecht auch auf „ungeprüfte“ Registerrechte wie das Gebrauchs- und Geschmacksmusterrecht übertragen. Uneinheitlich ist demgegenüber die Rechtsprechung zu Rechtskäufen.
Seit der Schuldrechtsmodernisierung ist ausdrücklich geregelt, dass ein auf eine unmögliche Leistung gerichteter Vertrag wirksam bleibt (§ 311a Abs. 1 BGB). Nach Ansicht weiter Teile der Literatur hat sich die Problematik der lizenzrechtlichen Leerübertragung damit entschärft; sie werten Leerübertragungen in der Regel als Fälle anfänglicher Unmöglichkeit, mit der Konsequenz, dass der Lizenzgeber nach § 275 Abs. 1 BGB von seiner Leistungspflicht befreit wird, der Lizenzvertrag an sich aber wirksam bleibt.

#### Urheberrecht
Lizenzverträge über Scheinnutzungsrechte an materiell nicht urheberrechtsfähigen Gegenständen werden wie oben dargestellt in Rechtsprechung und Literatur nach §§ 275 Abs. 1, 311a Abs. 1 BGB beurteilt. Der Lizenzgeber kann grundsätzlich die vereinbarte Vergütung beanspruchen, solange der Lizenzvertrag besteht und er dem Lizenznehmer eine wirtschaftliche Vorzugsstellung verschafft; Der Bundesgerichtshof bejaht eine solche Vorzugsstellung etwa dann, wenn der Lizenznehmer mit dem Lizenzvertrag weniger darauf zielt, eine Rechtsposition zu erwerben, als vielmehr, den Lizenzgegenstand faktisch nutzen zu dürfen; die Lizenz beseitigt insoweit eine ansonsten bestehende Unsicherheit über die Rechtmäßigkeit der eigenen (erlaubnisfreien) Nutzung. Im Einzelnen ist dies durch Auslegung der auf den Vertragsschluss gerichteten Willenserklärungen zu bestimmen. Dem Lizenznehmer verbleibt lediglich die Möglichkeit, sich mit Wirkung ex nunc vom Lizenzvertrag zu lösen. Dies erfolgt regelmäßig durch Rücktritt (§ 323 BGB), wobei eine vorherige Fristsetzung entbehrlich ist (§ 326 Abs. 5 BGB). Enthält der Lizenzvertrag dauerschuldrechtliche Elemente, kommt statt des Rücktritts eine außerordentliche Kündigung in Betracht. War dem Lizenzgeber die fehlende Schutzfähigkeit bekannt oder hätte er sie kennen müssen, ist er gegebenenfalls schadens- bzw. aufwendungsersatzpflichtig (§§ 311a Abs. 2, 284 BGB).